# یوکوسوکا کا۴وای
یوکوسوکا کا۴وای (به انگلیسی: Yokosuka_K4Y) یک هواگرد ملخ‌پیشین تک‌موتوره از نوع Floatplane آموزشی ساخت شرکت Yokosuka Naval Air Technical Arsenal است. هواگرد یوکوسوکا کا۴وای نخستین پروازش را در ۱۹۳۰ میلادی انجام داد. این هواگرد در سال ۱۹۳۳ میلادی رسماً معرفی گردید. در مجموع، تعداد ۲۱۱ فروند از این هواگرد ساخته شده‌است.